# Seans spirytystyczny

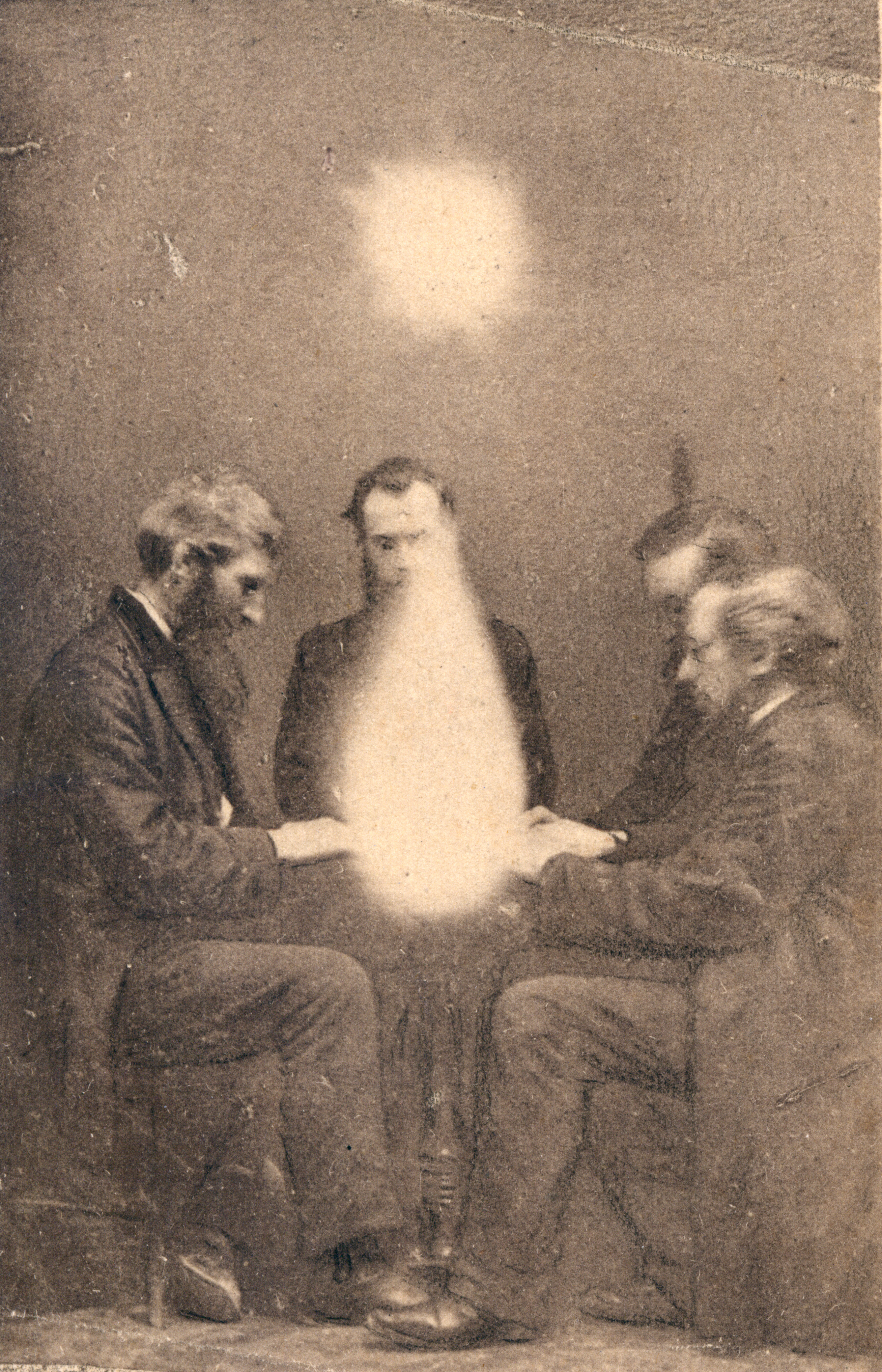
Seans spirytystyczny przeprowadzony przez Johna Beattie, Brystol, Anglia (1872)

Seans spirytystyczny (fr. séance) – spotkanie grupy osób, które za pomocą medium kontaktują się ze światem zmarłych i zjawiskami nadprzyrodzonymi, takimi jak duchy i demony. W kontekście etnologicznym termin ten jest również używany dla określenia podróży duszy w tradycyjnym społeczeństwie szamańskim.

## Seanse spirytystyczne
Za widoczne znaki kontaktów ze światem zmarłych uznaje się automatyczne pisanie oraz komunikację werbalną medium ze światem równoległym. Inne fizyczne manifestacje kontaktu to materializacja przedmiotów poprzez ektoplazmę (galaretowatą substancję, wypływającą z otworów ciała medium, np. ust, uszu, nosa, oczu), ale również psychokineza, aport i lewitacja, czyli unoszenie przedmiotów, takich jak stół, fortepian czy książki.
Zazwyczaj na spotkaniach spirytystycznych medium pozostaje anonimowe. W chwili skupienia wprowadza się w trans i usiłuje nawiązać łączność ze światem zmarłych. Często uczestnicy seansu są zobowiązani do nieinformowania osób postronnych o tym, co wydarzyło się podczas spotkania.
Pomieszczenie, w którym odbywa się seans może być wyposażone w urządzenia techniczne, służące do włączania i wyłączania oświetlenia lub odtwarzania dźwięków z nagrań, kontrolowane za pomocą ukrytych przełączników. Niekiedy pomocnik medium ukrywa się w sąsiednim pomieszczeniu wydając różne odgłosy w celu wywołania wśród uczestników wrażenia obcowania z osobą z zaświatów. Lewitacja uzyskiwana jest poprzez podwieszanie przedmiotów na cienkich niciach.

## Tło historyczne
Rozkwit popularności seansów spirytystycznych przypadał na lata 1850-1890, jednak w późniejszym czasie również budziły one fascynację. Omawiane zjawiska zostały uwiecznione między innymi w amerykańskim filmie Duch z 1982 roku. 
Miejsca seansów budziły zgorszenie opinii publicznej. W wiktoriańskim społeczeństwie były uważane za miejsca rozpusty, niekiedy słusznie, gdyż media były skłonne do przekraczania granic społecznych i konwencji poprzez szczególny charakter ich działalności.

## Znane media

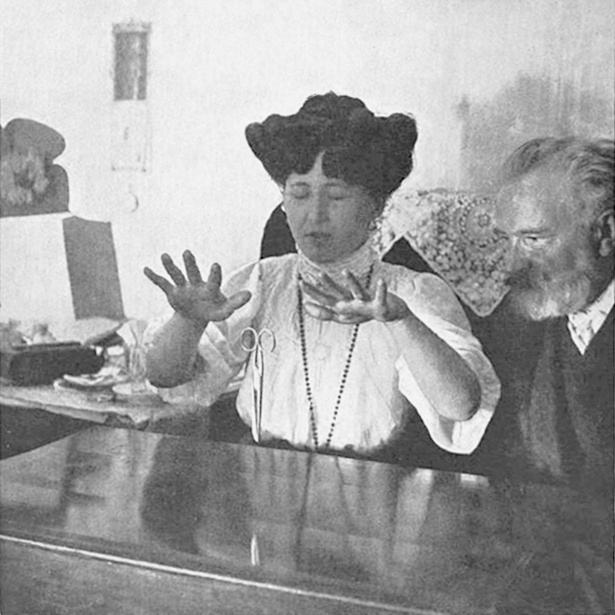
Stanisława Tomczyk w transie, demonstruje lewitację nożyczek, a psycholog Julian Ochorowicz obserwuje to wydarzenie. Wisła, Polska (1909)

- William Henry i Ira Erastas Davenport (Bracia Davenport, USA)
- Jonathan Koons (USA)
- Florence Cook (Anglia)
- Daniel Dunglas Home (Anglia/USA)
- Samuel Guppy (Urodzony jako Agnes Nichols, Anglia)
- Eileen Garrett (Znany przez wywiad z wcześniej zabitym pilotem H. C. Irwinem z sterowca R101, Anglia)
- Kate Goligher (Irlandia)
- Mina Crandon (USA)
- Stella Cranshaw (Anglia)
- Eusapia Palladino (Włochy)
- Stanisława Tomczyk[2][3] (Polska)
- Anna Rasmussen (Dania)
- Queenie Nixon (Transfiguracyjne medium, Anglia)
- Edgar Cayce (W transie widział diagnozę i przeprowadzone leczenie na konkretnej osobie, USA)
- Neale Donald Walsch (USA)

## Literatura
- Karl Baier: Medytacja i nowoczesność: O genezie głównej dziedziny współczesnej duchowości w interakcji między Europą Zachodnią, Ameryką Północną i Azją. Zespół 1, Königshausen & Neumann, Würzburg 2009, ISBN 978-3-8260-4021-4.
- Moritz Bassler, Bettina Gruber, Martina Wagner-Egelhaaf: Duchy: zjawy, media, teorie. Königshausen & Neumann, Würzburg 2005, ISBN 978-3-8260-2608-9.
- Monika Meister: Plecy stołu, seanse, lewitacje: scena okultystyczna w Monachium około 1900 roku. Skrypt z  „Bawarii - Kraj i ludzie“, Radio bawarskie, 2001.